# Ozarba gaedei
Ozarba gaedei är en fjärilsart som beskrevs av Emilio Berio 1940. Ozarba gaedei ingår i släktet Ozarba och familjen nattflyn. Inga underarter finns listade i Catalogue of Life.